# Чирчубёвур
Чи́рчубё́вур (Киркьюбё, Киркебё; фар. Kirkjubøur, Kirkjubø, дат. Kirkebø) — деревня, расположенная на острове Стреймой, одном из островов Фарерского архипелага. В Средние века имела статус религиозной и культурной столицы Фарерских островов. На территории деревни расположена самая большая ферма архипелага, а также одни из старейших построек — средневековые храмы и жилые дома.

## Название
Название деревни означает «ферма с церковью» и впервые встречается в источниках в 1584 году в данифицированных формах Kirckeby и Kircke Boe gaardt. Исторический анализ топонимических материалов показал, что названия фарерских населённых пунктов, имеющие в составе элемент «-bø», изначально привязывались к фермам с наибольшим количеством земель. Местные жители также называют современное поселение Хайма-оа-Гари (фар. Heima á Garði).

## География

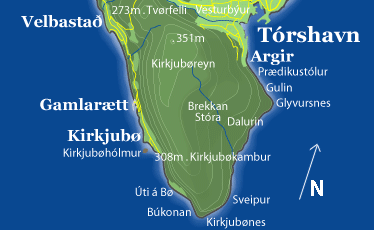
Карта южной оконечности острова Стреймой

Чирчубёвур расположен в юго-восточной части острова Стреймой, в месте соединения проливов Хестфьордур и Скопунарфьордур. Окружающая местность представляет собой тонкую полосу равнинного побережья, которая находится у подножья крутой горы. Территория к северу от поселения, на которой расположены пахотные земли, называется Инни-уй-Бё (фар. Inni í Bø). За ней, далее к северу, находится возвышенность Чирчубёрейн (высота 351 м), а к востоку от неё — вершина Чирчубёкамбур (высота 306 м).
К юго-востоку от Чирчубёвура находится мыс Чирчубёнес (фар. Kirkjubønes) — крайняя южная точка острова Стреймой. На полпути между Чирчубёвуром и Чирчубёнесом расположены остатки деревни Ути-оа-Бё, заброшенной в XIX веке. Рядом с ними, у побережья, находится подводная скала Бёбоанир (фар. Bøboðarnir). К юго-западу от Чирчубёвура, неподалёку от берега, находится небольшой остров Чирчубёхёльмур (фар. Kirkjubøhólmur). Имеются сведения о том, что ранее этот остров был соединён с материком, а скала Бёбоанир была островом. Согласно фарерской устной традиции, Бёбоанир и земля, соединявшая Чирчубёхёльмур с Чирчубёвуром, были размыты во время так называемого «сретенского шторма» (фар. kyndilsmessan harða), который, по мнению учёных, мог произойти в одно из Сретений между 1592 и 1650 годами. Исследователи также отмечают, что такое серьёзное изменение ландшафта вряд ли могло произойти одномоментно, однако побережье вокруг Чирчубёвура ранее действительно имело бо́льшую площадь и серьёзно изменялось на протяжении веков под воздействием прибойных волн.
Административно Чирчубёвур относится к коммуне Торсхавн региона Сувурстреймой. До 2005 года Чирчубёвур являлся отдельной коммуной, в которую также входило соседнее поселение Вельбаставур.

## История

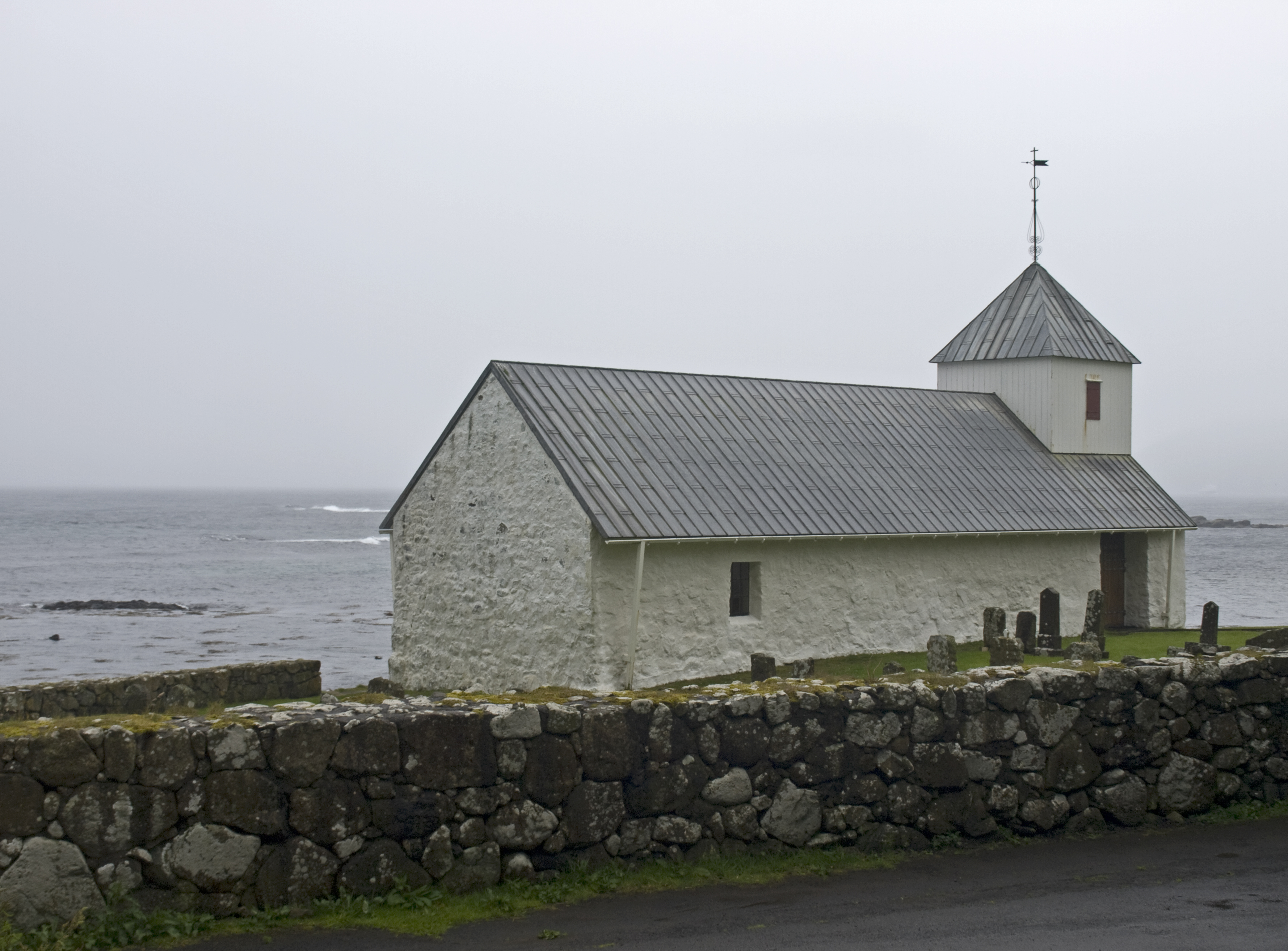
Церковь святого Олафа — один из старейших храмов архипелага

Точное время основания Чирчубёвура неизвестно. По одной из версий, первое поселение на месте современного Чирчубёвура было основано ирландскими монахами. Также имеются сведения о том, что в 564 году эту местность посещал монах Брендан, впоследствии причисленный к лику святых. Для подтверждения этой версии используется местная топонимика — небольшой залив, расположенный к юго-востоку от Чирчубёвура, называется Брандансвуйк или Брандасвуйк (фар. Brandansvík, Brandarsvík; дословно — «бухта Брендана»). Современными исследователями доказательство присутствия на Фарерах доскандинавских ирландских поселенцев с использованием данных топонимики рассматривается как недостаточно убедительное.
Около 1020 года Фарерские острова стали надёжно контролироваться викингами. Благодаря своему географическому расположению Чирчубёвур быстро стал самой большой и богатой фермой архипелага. Морское течение выбрасывало на побережье рядом с поселением большое количество плавника, который использовался в качестве топлива и строительного материала в связи с почти полным отсутствием на Фарерских островах леса, а также водорослей, которые высушивались и использовались как удобрение. К Чирчубёвуру относилась вся территория Стреймоя, лежащая к югу от Тинганеса, включая Вельбаставур и Арджир. Хотя Чирчубёвур не упоминается в «Саге о фарерцах», согласно устной традиции, именно здесь проживали одни из персонажей саги — зажиточный бонд Торхалль Богатый, его жена Бирна и её второй муж Сигурд Торлакссон.

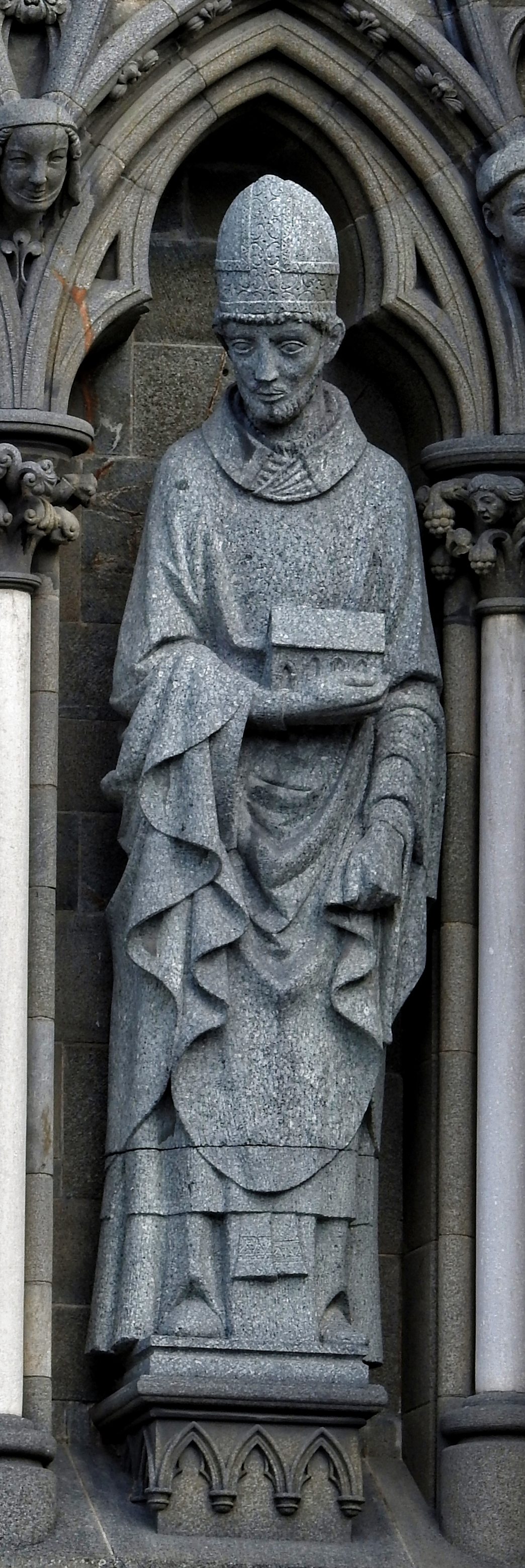
Скульптура, изображающая епископа Эрленда, на западном фасаде Нидаросского собора

В начале XI века на Фарерских островах начало распространяться христианство. Вероятно, Чирчубёвур в это время использовался в качестве базы епископами-миссионерами. В 1067 году архиепископ Гамбург-Бременской епархии учредил на Фарерских островах отдельный диоцез с центром в Чирчубёвуре. Этот факт свидетельствует о том, что в конце XI века Чирчубёвур считался гораздо более важным населённым пунктом, чем Торсхавн — будущая столица архипелага. Между 1104 и 1139 годами на Фарерских островах появляется первый собственный епископ по имени Гудмунд, который, по легенде, приобрёл для Церкви значительное количество объектов недвижимости в Чирчубёвуре у Гэсы — младшей дочери одного из героев «Саги о фарерцах» Сигурда Торлакссона — в качестве наказания за нарушение ей поста.
В XII веке в Чирчубёвуре открылась приходская школа, которая стала первым учебным заведением архипелага и впоследствии приобрела известность благодаря весьма высокому стандарту образования. С 1162 или 1163 по 1174 год епископом Фарерских островов был Хрои, который, согласно «Саге о Сверрире», будучи дядей будущего короля Норвегии Сверрира, воспитывал его и обучал в приходской школе в Чирчубёвуре. К северо-востоку от поселения находится пещера Сверрисхола (фар. Sverrishola; дословно — «пещера Сверрира»), в которой, по легенде, Сверрир был тайно рождён. К концу XII века Чирчубёвур состоял из примерно 70—80 хозяйств и насчитывал более 1000 жителей.
Самым известным епископом Фарерских островов был занимавший эту должность с 1269 по 1308 год бергенский священник Эрленд, известный в своё время как выдающийся проповедник и чрезвычайно образованный человек. При Эрленде Церковь на Фарерских островах серьёзно обогатилась, приобрела большое количество земли и укрепила свою власть. Эрленд также являлся одним из инициаторов написания «Овечьего письма» — королевского декрета, являвшегося кодификацией существовавших на Фарерских островах законов. При этом среди фарерцев Эрленд был непопулярен из-за повышения им десятины и отчуждения большого количества недвижимости в пользу Церкви. Королю Норвегии Хакону V поступали жалобы по поводу деятельности епископа от населения архипелага. Вследствие этого в последние годы жизни Эрленд был вынужден находиться в Норвегии, где и умер в 1308 году. По легенде, тело Эрленда было захоронено в Чирчубёвуре. В 1420 году могила Эрленда была вскрыта в связи с возможной его канонизацией. В захоронении была обнаружена свинцовая табличка с надписью на латыни, гласящей, что при Эрленде был построен первый дом из камня на Фарерах, а также возведена каменная епископская церковь вместо сгоревшей деревянной. Это сообщение позволяет предполагать, что именно при Эрленде в Чирчубёвуре был построен каменный собор святого Магнуса.

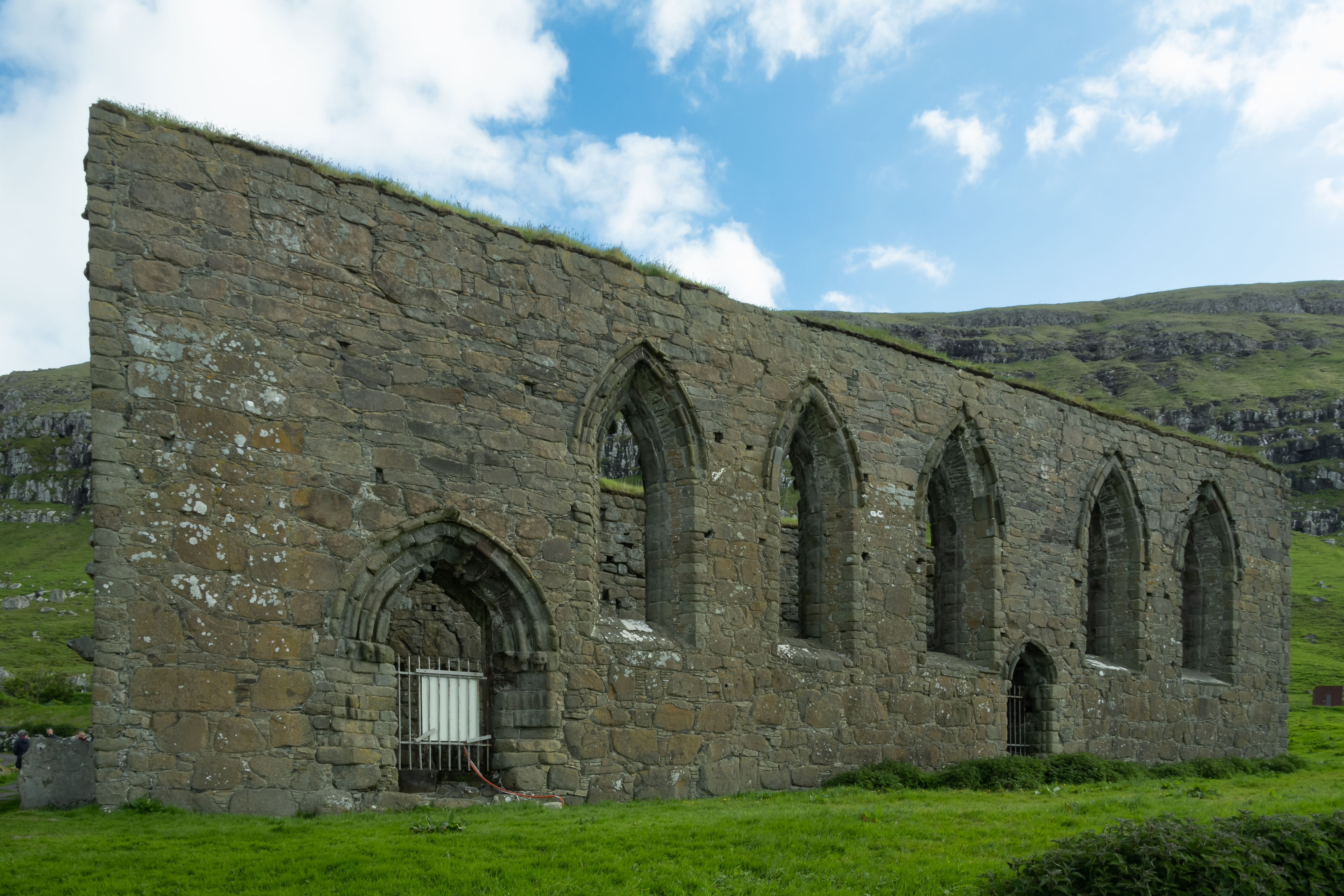
Руины собора святого Магнуса

С конца XIV века Чирчубёвур начинает утрачивать своё центральное значение для архипелага. Примерно в это же время Норвежское королевство начинает утрачивать свою независимость и Фареры постепенно переходят под юрисдикцию Дании. В 1538 году на Фарерских островах началась Реформация. К этому моменту Церковь владела половиной всей земли и недвижимости архипелага. Две трети всей церковной собственности было конфисковано королём Кристианом III в пользу датской короны. Государственную землю стали сдавать в аренду для возделывания и проживания крестьянам, которых стали называть королевскими (фар. kongsbóndi). В 1550 году, когда вся церковная земля стала принадлежать датскому королю, относившаяся к Чирчубёвуру деревня Ути-оа-Бё была закреплена за тогдашним лёгмадуром архипелага Гуттормуром Андрассоном. Примерно в это же время остальная земля в Чирчубёвуре перешла к семье Патуссонов, прибывшей на Фареры из Дании. Также после Реформации все храмы архипелага стали лютеранскими, языком богослужения стал датский. В 1541 году приходская школа в Чирчубёвуре была закрыта, а центром образования на островах стала латинская школа, открытая в Торсхавне в 1547 году.
Первым и последним лютеранским епископом Фарерских островов стал в 1540 году бергенский священник Йенс Рибер, выбравший, как и его предшественники, в качестве резиденции Чирчубёвур. Однако уже в 1556 или 1557 году он вернулся в Норвегию, стал епископом Ставангера и больше не возвращался на Фареры. По одной версии Рибер покинул архипелаг из-за разграбления его дома и храма пиратами, по другой — из-за сопротивления, которое оказывало население островов распространению новой веры. После отъезда Рибера Фарерские острова стали пробством внутри диоцеза Бьёргвина, а священнослужители стали проживать на Эстурое, вследствие чего Чирчубёвур перестал быть религиозным центром архипелага. В 1609 году в Торсхавне была построена первая церковь, вследствие чего столица архипелага стала новой резиденцией пробстов и центром северо-западного прихода Стреймоя, к которому стал относиться и Чирчубёвур.

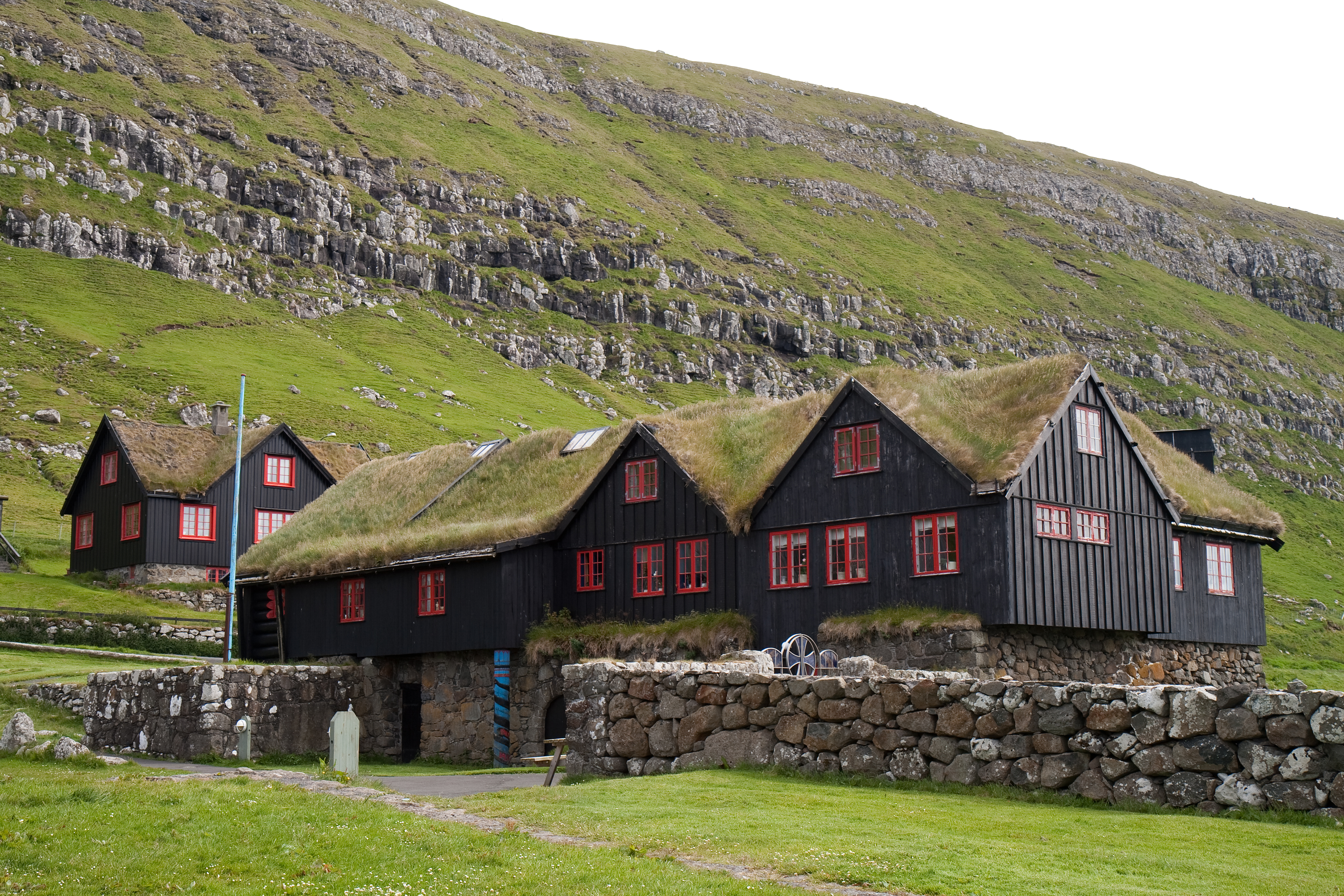
Чирчубёаргарур — старейший жилой дом на островах

Датский священник и топограф Лукас Дебес в своей книге «Описание Фарерских островов и их обитателей», изданной в 1673 году, сообщал, что в Чирчубёвуре «прежде было много каменных зданий, которые теперь разрушены, остался лишь один каменный дом с большой бревенчатой гостиной, построенный в старой манере», судя по всему, имея в виду Чирчубёаргарур. Также, согласно Дебесу, церковь святого Олафа в то время всё ещё стояла и использовалась, а собор святого Магнуса уже имел вид руин, но был относительно нетронут и его ещё можно было достроить до полноценного храма. В 1772 году на Чирчубёвур сошёл оползень, разрушивший деревянные постройки и повредивший северо-восточный угол собора святого Магнуса.
Серьёзный антикварный интерес к Чирчубёвуру и находящимся в нём памятникам старины возник в начале XIX века. С этого времени начинают появляться научные работы, посвящённые описанию древних построек поселения, а также проводятся их археологические исследования и частичные реставрации.
В 1832 году в Чирчубёвуре был найден старейший рунический камень Фарерских островов. Согласно двум наиболее распространённым версиям, он относится либо к третьей четверти IX века, либо к началу XI века. Ныне чирчубёвурский камень хранится в Фарерском национальном музее.
В середине 50-х годов XX века в городе проводились масштабные раскопки, в которых участвовала большая группа специалистов с Фарерских островов, из Дании и Норвегии. Исследования затронули весь комплекс зданий древнего диоцеза. В частности, был вскопана земля в руинах собора святого Магнуса, а также обнаружены фундаменты построек, прилегавших к дворцу епископа и располагавшихся к западу от церкви святого Олафа — как каменных зданий, так и выполненных из дерева. Нижние части стен некоторых каменных построек были отреставрированы и приподняты до определённой высоты для того, чтобы показать первоначальные размеры зданий.
На 2020 год королевским крестьянином в деревне являлся Йоуаннес Патуссон — праправнук и тёзка известного фарерского политика Йоуаннеса Патуссона, представитель семнадцатого поколения семьи Патуссонов, владеющих землёй в Чирчубёвуре. По старинной традиции Патуссоны также обладают правом пасти скот на маленьком острове Трёдльхёвди, расположенном у северного побережья Сандоя, в десяти километрах от Чирчубёвура. Другими известными представителями семьи Патуссонов, родившимися и жившими на ферме в Чирчубёвуре, являются
- Хелена Патуссон — общественная деятельница[51];
- Сиджерт Патуссон[англ.] — путешественник[51];
- Сверри Патуссон — писатель[52];
- Газет Патуссон[англ.] — ботаник[53];
- Эрлендур Патуссон — политик[54];
- Трёндур Патуссон[англ.] — художник и путешественник[55].

| Год  | Численность | Численность |
| ---- | ----------- | ----------- |
| 1801 | 48          | [ 56 ]      |
| 1850 | 52          | [ 56 ]      |
| 1916 | 27          | [ 56 ]      |
| 1921 | 24          | [ 56 ]      |
| 1925 | 39          | [ 56 ]      |
| 1930 | 26          | [ 56 ]      |
| 1935 | 24          | [ 56 ]      |
| 1945 | 33          | [ 56 ]      |
| 1950 | 28          | [ 56 ]      |
| 1955 | 36          | [ 56 ]      |
| 1960 | 40          | [ 57 ]      |
| 1966 | 42          | [ 56 ]      |
| 1970 | 46          | [ 56 ]      |
| 1977 | 44          | [ 56 ]      |
| 1985 | 55          | [ 58 ]      |
| 1986 | 57          | [ 58 ]      |
| 1987 | 56          | [ 58 ]      |
| 1988 | 57          | [ 58 ]      |
| 1989 | 56          | [ 58 ]      |
| 1990 | 58          | [ 58 ]      |
| 1991 | 56          | [ 58 ]      |
| 1992 | 53          | [ 58 ]      |
| 1993 | 54          | [ 58 ]      |
| 1994 | 57          | [ 58 ]      |
| 1995 | 53          | [ 58 ]      |
| 1996 | 51          | [ 58 ]      |
| 1997 | 64          | [ 58 ]      |
| 1998 | 63          | [ 58 ]      |
| 1999 | 61          | [ 58 ]      |
| 2000 | 65          | [ 58 ]      |
| 2001 | 72          | [ 58 ]      |
| 2002 | 75          | [ 58 ]      |
| 2003 | 77          | [ 58 ]      |
| 2004 | 71          | [ 58 ]      |
| 2005 | 67          | [ 58 ]      |
| 2006 | 73          | [ 58 ]      |
| 2007 | 71          | [ 58 ]      |
| 2008 | 71          | [ 58 ]      |
| 2009 | 71          | [ 58 ]      |
| 2010 | 73          | [ 58 ]      |
| 2011 | 78          | [ 58 ]      |
| 2012 | 74          | [ 58 ]      |
| 2013 | 77          | [ 58 ]      |
| 2014 | 76          | [ 58 ]      |
| 2015 | 74          | [ 58 ]      |
| 2016 | 83          | [ 58 ]      |
| 2017 | 81          | [ 58 ]      |
| 2018 | 75          | [ 58 ]      |
| 2019 | 74          | [ 58 ]      |
| 2020 | 82          | [ 58 ]      |
| 2021 | 88          | [ 58 ]      |
| 2022 | 88          | [ 58 ]      |

## Общественная инфраструктура
Бо́льшая часть земли в Чирчубёвуре относится к территории, охраняемой от застройки с целью сохранения местной природы и культурного наследия. Исключение составляют три небольших участка земли, которые заняты одним из двух кладбищ, рекреационной зоной и портово-причальным комплексом, а также узкая полоса земли у подножия горы, которая выделена под частные жилые дома. Среди них особым статусом наделено крестьянское хозяйство, на территории которого разрешено заниматься земледелием и животноводством. Ферма в Чирчубёвуре — крупнейшая на Фарерских островах. Жители посёлка, не занятые работой на ферме или местным садоводством, работают в Торсхавне.
В посёлке расположено два кладбища: одно — закрытое для захоронения — при церкви святого Олафа, другое — с продолжающимися захоронениями — в западной части посёлка, на улице Уй-Лоабё (фар. Í Lágabø). В центре деревни, в пространстве между параллельными улицами Гамливевур (фар. Gamlivegur) и Овеаривевур (фар. Ovarivegur) расположены детская площадка и небольшое футбольное поле. Ближайшая государственная школа расположена в Вельбаставуре. Помимо школьных занятий, она также используется для проведения местных выборов. Ближайший кабинет коммунального врача находится в Торсхавне. В посёлке нет магазинов, кроме открытой летом сувенирной лавки, а также отсутствуют гостиницы.
С 2016 по 2018 год в Чирчубёвуре располагался ресторан современной фарерской кухни «KOKS». За это время заведение успело получить свою первую звезду Мишлена.

## Транспорт
В Чирчубёвуре находится конечная остановка проходящих через Торсхавн автобусных маршрутов № 5 (ходит с понедельника по пятницу до Кальдбака) и № 7 (ходит по субботам до Кодлафьордура).
К северу от Чирчубёвура расположен порт Гамларатт, откуда ходят паромы до деревни Скопун на Сандое.

## Достопримечательности

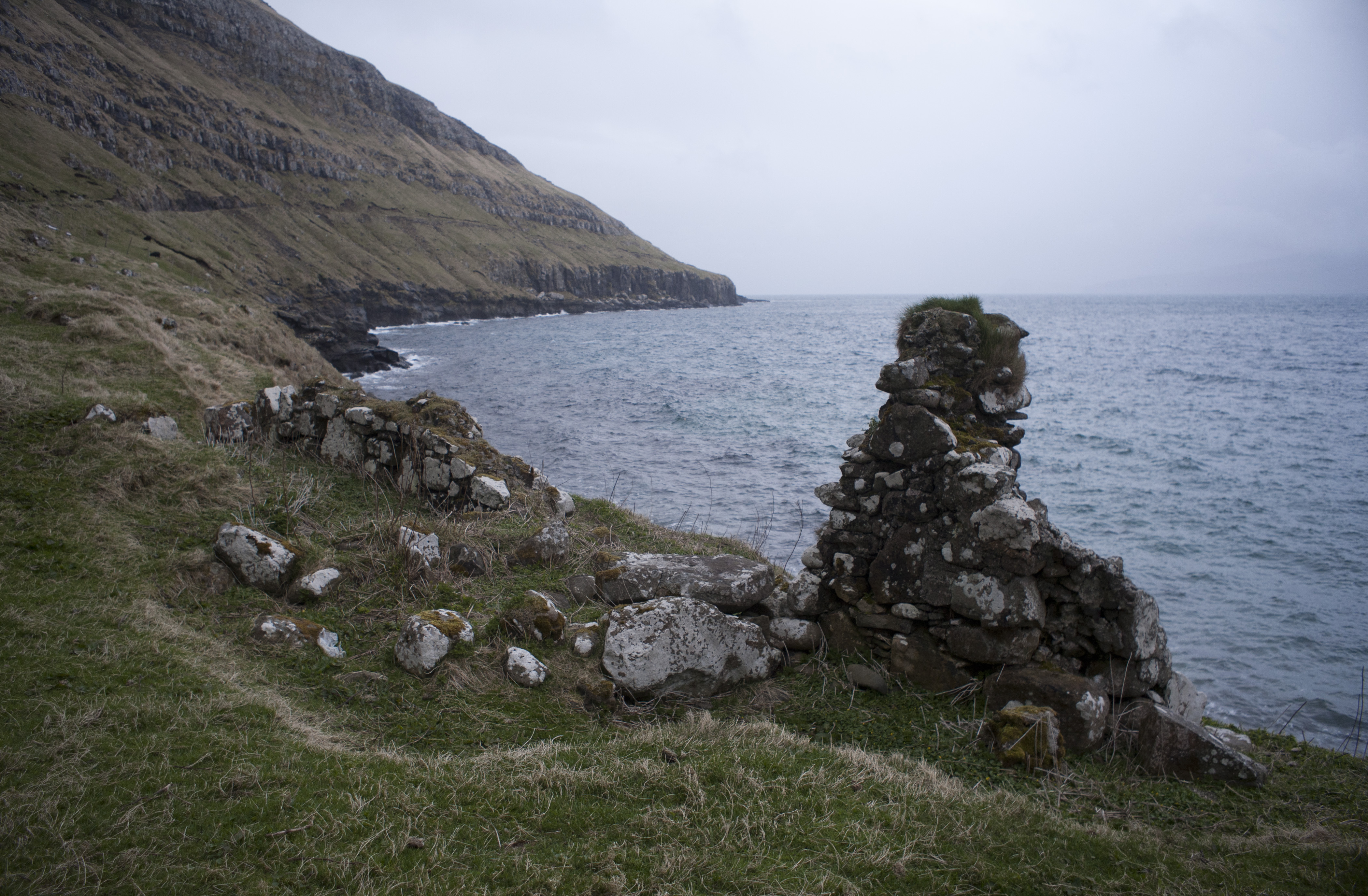
Остатки третьей средневековой церкви

- Руины кафедрального собора святого Магнуса, возведение которого началось, вероятно, в начале XIV века. Точно не известно, был ли храм в какой-то момент достроен и совершались ли в нём богослужения[5].
- Церковь святого Олафа, построенная примерно во второй половине XIII века — единственный действующий средневековый храм Фарерских островов и старейшая из действующих церквей архипелага[8][68]. В частности, в 2018 году здесь было проведено православное богослужение[69].
- Чирчубёаргарур — традиционный деревянный крестьянский дом, построенный в Средние века на фундаменте, оставшемся от каменного дома епископа, заложенного в XI веке. В более старой части дома, называющейся «стоккастова» (фар. stokkastova — «сруб»), расположен музей. В помещении под названием «рокстова» (фар. roykstova — «комната с очагом») проживают представители семнадцатого поколения семьи Патуссонов, жившей в этом доме со второй половины XVI века. Таким образом, эта постройка является старейшим деревянным жилым домом в Европе[8][5][70].
- «Морг» (фар. Líkhús) — остатки третьей средневековой церкви, находящиеся в ста метрах к востоку от собора святого Магнуса. Вокруг храма ранее находилось кладбище[8]. По одной версии, эта церковь была возведена в начале XII века в честь Богородицы[71], по другой — в середине XV века в честь святого Брендана[72].

### Комментарии
1. ↑  Дж. В. Ч. Янг со ссылкой на Д. Брууна сообщает о каменной табличке[28], однако в первоисточнике в качестве материала указан свинец[29], как и в некоторых публикациях Брууна[30][31] и других, более поздних источниках[32][5].